# Leptocera sanctipauli
Leptocera sanctipauli är en tvåvingeart som beskrevs av Seguy 1940. Leptocera sanctipauli ingår i släktet Leptocera och familjen hoppflugor. Inga underarter finns listade i Catalogue of Life.